# Васильева, Елена Юрьевна
Елена Юрьевна Васильева (род. 24 апреля 1954) — главный внештатный кардиолог Мосгорздрава, президент Больницы им. И. В. Давыдовского, доктор медицинских наук, профессор.

## Биография
Родилась 24 апреля 1954 года в городе Москве в семье известного биолога Ю. М. Васильева. Отец Елены Васильевой в те годы много совместно работал с И. М. Гельфандом. Израиль Моисеевич начал учить дочь своего коллеги математике, а когда выяснил, что во втором классе его ученица лучше решает задачи, чем пишет цифры, стал заниматься с ней даже чистописанием. В 1967 году Елена самостоятельно поступила в 7-й класс 2-й физико-математической школы, но по настоянию И. М. Гельфанда перескочила через класс и пошла там в 8-й.
В 1970 окончила школу, и поступила Московский стоматологический институт («Третий мед»). В 1976 году выпускница Третьего медицинского института. В 1978 году окончила клиническую ординатуру на кафедре терапии, и с тех пор работает в том же институте.
В 1983 году защитила диссертацию на соискание степени кандидата медицинских наук. А в 1992 году стала доктором медицинских наук, защитив диссертацию по исследованию состояния тромбоцитарного гемостаза у больных атеросклерозом, руководители профессора З.С. Баркаган и В.Н. Орлов.
С 1996 года профессор кафедры кардиологии Московского государственного медико-стоматологического университета имени А. И. Евдокимова.
Одновременно с  работой на кафедре является  руководителем Центра атеротромбоза ГКБ им И. В. Давыдовского и лаборатории атеротромбоза МГМСУ.
Автор и соавтор семи монографий и 200 научных статей, имеет публикации в международных журналах таких как ATVB, PNAS, Cell и других.
В 2012 году совместно с профессором Л. Б. Марголисом (NIH) выиграла мегагрант правительства РФ по фундаментальной медицине.
Начиная с 1997 года, национальный координатор и/или  главный исследователь многих многоцентровых международных исследований,  в том числе таких, как FRAXIS, TIMI 16, 25, 46; OASIS 6, 8 и другие, всего в более чем 30.
- Действительный член Европейского общества кардиологов,
- Член Президиума Московского общества терапевтов,
- Член Президиума Московского общества кардиологов,
- Почётный член Российского научного общества интервенционных радиологов и рентгенэндоваскулярных хирургов,
- Член европейского совета по диагностике острого инфаркта миокарда,
- Член редколлегии журнала «Креативная кардиология»,
- Член международного редакционного совета «American Journal of Medicine».

## Семья
- Отец - Васильев Юрий Маркович
- Второй муж — Александр Вадимович Шпектор[3], руководитель клиники кардиологии  МГМСУ, заведующий кафедрой кардиологии МГМСУ им. А.И. Евдокимова, доктор медицинских наук, профессор, член-корреспондент РАН[4].
- Дочь - Лубяницкая Надежда
- Дочь — Шпектор Анна, выпускница 2-й школы[1] и мехмата МГУ[5].